# Station Knebworth
Knebworth is een spoorwegstation van National Rail in Knebworth, North Hertfordshire in Engeland. Het station is eigendom van Network Rail en wordt beheerd door Govia Thameslink Railway. 